# Lémance
Die Lémance ist ein Fluss in Frankreich, der in der Region Nouvelle-Aquitaine verläuft. Sie entspringt im Gemeindegebiet von Prats-du-Périgord, entwässert generell in südwestlicher Richtung und mündet nach rund 35 Kilometern im Gemeindegebiet von Monsempron-Libos, knapp am südwestlichen Stadtrand von Fumel, als rechter Nebenfluss in den Lot.
Auf ihrem Weg durchquert die Lémance die Départements Dordogne und Lot-et-Garonne.

## Orte am Fluss
- Prats-du-Périgord
- Sauveterre-la-Lémance
- Saint-Front-sur-Lémance
- Cuzorn
- Monsempron-Libos